# Hans Heidenheim
Hans Heidenheim (* 1887 in Chemnitz; † 1949 in Düsseldorf) war ein Pionier der Düsseldorfer Filmbranche und Kinoszene, der sowohl vor als auch nach dem Zweiten Weltkrieg eine prägende Rolle in der lokalen Kinogeschichte spielte.

## Biografie
Hans Heidenheim wurde 1887 geboren und stammte ursprünglich aus Chemnitz. 1912 heiratete er in Düsseldorf und bekam mit seiner ersten Frau Elsbeth einen Sohn namens Gustav. Vor dem Ersten Weltkrieg arbeitete Heidenheim erfolgreich als Dekorateur und kam durch den jüdischen Filmverleiher und Produzenten Josef Rideg in Kontakt mit der Filmbranche.
Wie seine vier Brüder meldete sich Heidenheim als jüdischer Frontsoldat freiwillig für den Ersten Weltkrieg. 1915 war er bei einer Sanitätskompanie in der Nähe von Trier stationiert und wurde später nach Obermendig bei Mayen versetzt, wo er Mineralwasser für die Front aufbereiten sollte. Da es in diesem Teil der Eifel noch kein Kino gab, eröffnete er kurzerhand eines als Wochenend-Nebenerwerb.
Nach dem Krieg und dem Scheitern seiner ersten Ehe kehrte Heidenheim an den Rhein zurück und übernahm 1919 als persönlich haftender Gesellschafter Ridegs Filmverleih – gemeinsam mit seinem Bruder Bruno Heidenheim und einem weiteren Partner. Das Unternehmen an der Oststraße 50 firmierte als „Film Kommanditgesellschaft Hans Heidenheim & Co, vormals Josef Rideg“.
Den geschäftlichen Durchbruch brachte der Film Alraune – die zweiteilige Verfilmung des Skandal-Romans Alraune. Die Geschichte eines lebenden Wesens von Hanns Heinz Ewers. Heidenheim arrangierte die Uraufführung im Düsseldorfer Asta-Nielsen-Theater an der Graf-Adolf-Straße 37, das den mit ihm befreundeten Baltes-Brüdern gehörte.

## Verfolgung während der NS-Zeit
Zu Beginn der Zeit des Nationalsozialismus verlor Heidenheim 1933 aufgrund seiner jüdischen Herkunft seinen Job bei der UFA. In der Folgezeit arbeitete er zunächst als Vertreter für Getränke- und Zigarettenautomaten. Um seine Familie zu schützen, ließ er sich und seine Kinder 1934 vom Pfarrer der Gemeinde St. Margareta in Gerresheim taufen.
Während der NS-Diktatur musste Heidenheim untertauchen, um der Deportation zu entgehen. Seine Frau Maja, eine gelernte Schauspielerin, half ihm dabei durch eine List: Sie ließ einen fingierten Brief, in dem er von seiner angeblichen Flucht in die Schweiz berichtete, über ihre Halbschwester in Bayern in die Schweiz schmuggeln und von dort nach Düsseldorf schicken – in der Hoffnung, dass die Gestapo ihn abfangen würde. Der Plan gelang, und offiziell gab es danach keinen Hans Heidenheim mehr in Düsseldorf.
Heidenheim versteckte sich neun Monate lang in Düsseldorf vor den Nazis. Gemeinsam mit seinem Sohn Hanns Heinz (Spitzname „Hannes“) schlich er nachts durch dunkle Straßen von Gerresheim nach Bilk und versteckte sich in einer Fabrik an der Himmelgeister Straße, wo er zuvor als Zwangsarbeiter Grabkreuze beschriften musste. Später fand er für zwei Wochen Unterschlupf in einem Nebengebäude des Franziskaner-Klosters an der Oststraße.
Als die Stadtverwaltung beschloss, im Franziskaner-Kloster Flüchtlinge unterzubringen, wurde für Vater Hans Heidenheim die eigene Wohnung an der Friedingstraße 4 zum Versteck. Hanns Heinz gesellte sich dazu, nachdem er beschlossen hatte, ebenfalls unterzutauchen, um der Deportation in das Arbeitslager Lönnewitz bei Leipzig zu entgehen. Till Heidenheim berichtete später: „1944 war durch einen Fliegerangriff unser Haus stark beschädigt und ein Zimmer der Wohnung unbewohnbar geworden. Vor der Tür zu diesem Zimmer platzierten mein Vater und mein Bruder unseren durch die Druckwelle einer Luftmine umgestürzten Kleiderschrank, bauten so ein Versteck, in dem sie verschwanden, wenn die Gestapo in der Nähe war.“

## Nachkriegszeit
Nach dem Ende des Krieges baute Hans Heidenheim im Auftrag der britischen Militärregierung Düsseldorfs zweitgrößtes Kino neu auf – den Europa-Palast an der Graf-Adolf-Straße, der sich in dem Block befand, wo später das Warenhaus Horten eröffnete und heute Edeka Zurheide residiert.
Ende 1949, zwei Monate nach der offiziellen Neueröffnung des bis dahin provisorisch betriebenen Kinos, starb Hans Heidenheim im Alter von nur 62 Jahren. Sein früher Tod war vermutlich auch eine Folge der während der NS-Zeit erlittenen Strapazen. Auf früheren Fotos war Heidenheim ein wohlbeleibter Mann, zu Kriegsende jedoch total abgemagert, und er erholte sich körperlich nie richtig.

## Familie
Hans Heidenheim war Vater mehrerer Kinder.
Aus erster Ehe mit Elsbeth (gestorben 1977) stammte:
Gustav Heidenheim – überlebte das KZ Buchenwald und wurde von den Amerikanern befreit
Aus der zweiten Ehe mit Maja Heidenheim (gestorben 1978) stammten:
Till Heidenheim (geboren 1932) – überlebte die NS-Diktatur und war 2024 im Alter von 92 Jahren der letzte noch lebende Zeitzeuge der Familie

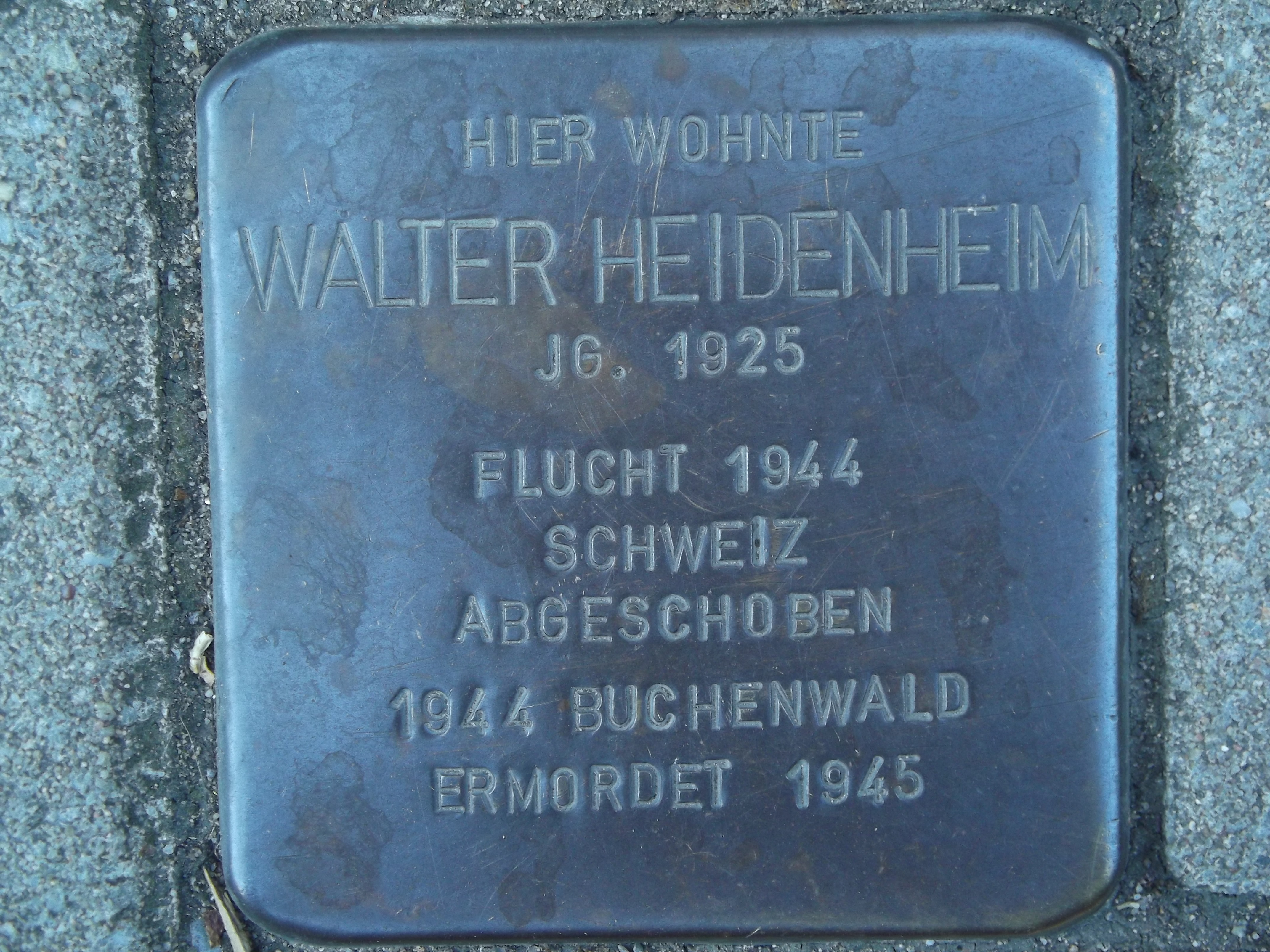
Stolperstein für Walter Heidenheim

 Walter Heidenheim (gestorben Anfang 1945 im Alter von 19 Jahren) – wurde nach seiner gescheiterten Flucht in die Schweiz ins KZ Buchenwald deportiert und starb auf einem der Todesmärsche nach Bergen-Belsen.
Hanns Heinz Heidenheim (1922–2007) – versteckte sich gemeinsam mit seinem Vater neun Monate lang in der Wohnung in Gerresheim; wurde später ein weltweit geschätzter Künstler und Galerist, gründete 1965 den Verlag Ursus-Presse, war von 1972 bis 1994 Inhaber der Galerie Ursus-Presse und 1989 Dozent der Meisterklasse für Aquarell in der Sommerakademie Luxemburg. Sein Vorname war inspiriert von dem mit seinem Vater bekannten Autor und Filmpionier Hanns Heinz Ewers.
Helga Heidenheim (gestorben 2016) – arbeitete nach dem Krieg als Disponentin für einen Düsseldorfer Filmverleih und zog später nach Norddeutschland.

## Verbindung zur Familie Zürndorfer
Die Familie Heidenheim lebte in Gerresheim nur wenige Straßenzüge entfernt von der ebenfalls jüdischen Familie Zürndorfer. Hannele (Hanna) Zürndorfer (1925–2023), die später unter dem Namen Karola Regent bekannt wurde, beschrieb in ihrem autobiografischen Buch „Verlorene Welt“ das Schicksal ihrer Familie während der NS-Zeit. Sie wurde als „Düsseldorfs Anne Frank“ bezeichnet und konnte 1939 mit dem letzten Kindertransport nach England fliehen, während ihre Eltern 1942 im Holocaust ermordet wurden.
In ihrem Buch erwähnt Zürndorfer auch Hans Heidenheim. Sie zitiert aus einem Brief von Hella Röttger, der Ehefrau des 1942 verstorbenen Gerresheimer Schriftstellers Karl Röttger, die ebenfalls an der Friedingstraße wohnte: „(…) Erinnert Ihr Euch noch an Herrn Heidenheim, der unten in der Friedingstraße wohnte? Er sollte im September 1944 noch verschickt werden, hat sich aber bis zur Befreiung unserer Stadt am 17. April 1945 in seiner Wohnung verborgen gehalten. Kein Mensch hat etwas bemerkt. Bei den schweren Bombenangriffen und bei der Artilleriebeschießung mußte er allein der Wohnung bleiben. Das Haus wurde schwer beschädigt, aber er blieb gesund …“

## Vermächtnis

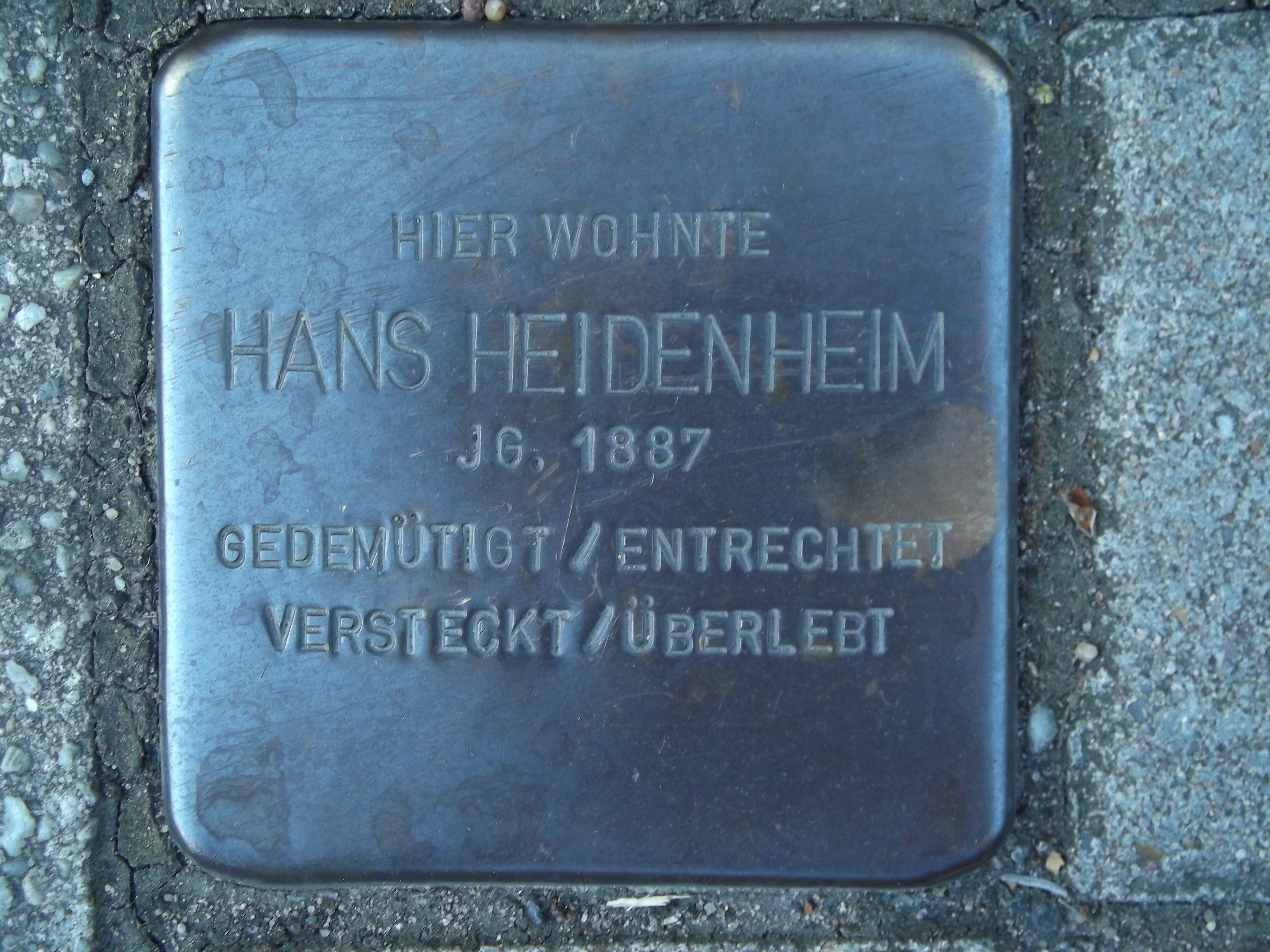
Stolperstein für Hans Heidenheim

Hans Heidenheim gilt als wichtige Persönlichkeit der Düsseldorfer Film- und Kinogeschichte, dessen Bedeutung lange Zeit unterschätzt wurde. Durch die Interviews seines Sohnes Till wurde seine Geschichte wieder ins öffentliche Bewusstsein gerückt. Vor dem ehemaligen Wohnhaus der Familie Heidenheim in der Friedingstraße in Gerresheim wurden Stolpersteine verlegt, die an das Schicksal der Familie erinnern.